# Héloïse Chochois
Héloïse Chochois est une illustratrice et autrice de bande dessinée française, née en 1991 à Bourg-en-Bresse, spécialisée dans la vulgarisation scientifique.

## Biographie
Héloïse Chochois passe le bac scientifique puis elle fait ses études à l’École Estienne, dont elle sort en 2014 avec un Diplôme supérieur des arts appliqués, design d’illustration scientifique. Elle fait un stage au laboratoire de physique des solides à l’université Paris-Sud en tant qu'illustratrice scientifique, expérience qui se matérialise par la publication d'un reportage dessiné sur le quotidien des chercheurs : « Infiltrée chez les physiciens ». Elle s'établit comme illustratrice indépendante, effectuant des commandes d'illustration pour des organismes scientifiques et pour le journal L’Infirmière libérale magazine. 
Delcourt publie sa première bande dessinée en 2017 : La Fabrique des corps, des premières prothèses à l’humain augmenté, ouvrage qui explore l'histoire de l'amputation, des prothèses et les perspectives d'améliorations futures pour l'humain, à travers le dialogue fictif entre un personnage accidenté et Ambroise Paré. La créatrice emploie un style « ligne claire épaisse » et des choix esthétique d'une grande lisibilité, d'après BoDoï. Sur cet album, elle s'occupe non seulement du dessin mais aussi des recherches documentaires et du scénario.
Chochois s'associe à l'artiste FibreTigre et à Arnold Zéphir, développeur et spécialiste en intelligence artificielle, pour un nouvel album, Intelligences artificielles, miroirs de nos vies (2019), dont elle réalise le dessin. Le récit met en scène une IA appelée Yurie, qui fascine et inquiète ses interlocuteurs et reflète les attentes de la société envers ses aptitudes. L'ouvrage aborde des concepts fondamentaux (cross-entropy, deep learning) ainsi que les perspectives d'avenir, sous un angle ludique. En 2021, à l'approche du vingtième anniversaire des attentats du 11 septembre 2001, Héloise Chochois et Baptiste Bouthier publient un roman graphique intitulé 11 septembre 2001, le jour où le monde a basculé.

## Œuvres

### Bande dessinée
- La Fabrique des corps, des premières prothèses à l’humain augmenté (scénario et dessin), 2017, Delcourt, coll. Octopus  (ISBN 978-2-7560-8552-4)
- Intelligences artificielles, miroirs de nos vies (dessin et couleurs), scénario de FibreTigre et Arnold Zéphir, 2019, Delcourt, coll. Octopus  (ISBN 978-2-413-01314-3)
- 11 septembre 2001, le jour où le monde a basculé[7] (dessin et couleurs), scénario de Baptiste Bouthier, 2021, Topo et Dargaud  (ISBN 978-2-205-08897-7)
- Histoire dessinée de la France, Dans l'absolu : De Louis XIII à Louis XIV[8],[9], de Stéphane Van Damme et Héloïse Chochois, 2021, éditions La Découverte et La Revue dessinée,  (ISBN 978-2-348-04628-5)
- Voyage au centre du Microbiote (dessins et couleurs), scénario de Fäst, Delcourt, coll. Octopus, 2022.
- Randy Shilts et la fake news du patient zéro, (dessins et couleurs), scénario de Clément Xavier, Glénat, 2024.

### Illustration
- Emmanuelle Mardesson (texte) et Héloïse Chochois (illustrations), Globe-trotters : Tour du monde des fommes métropoles, Paris, L'agrume, novembre 2016, 40 p. (ISBN 979-10-90743-54-0)

### Documentation
- Florence Levy, « Thèse, antithèse, prothèse », L'Est républicain,‎ 29 octobre 2017.
- Héloïse Chochois (interviewée) et Gaëlle Arrieus, « La BD au service de la science : j'en avais rêvé ! », Le Progrès,‎ 21 novembre 2017.
- Philippe Belhache, « Yurie et ses semblables, entre peurs et fantasmes », Sud Ouest,‎ 17 mars 2019.
- Fabiola Dor, « Vous ne pigez rien à l'IA ? Cette BD vous aide à y voir plus clair », Les Échos Start,‎ 1er août 2019 (lire en ligne).
- Héloïse Chochois (interviewée) et Baptiste Erpicum, « Réparation des corps: “La technologie ne risque-t-elle pas de cliver l’humanité?” », La Libre Belgique,‎ 29 août 2017 (lire en ligne).
- « Transhumanisme », Sud Ouest,‎ 8 avril 2018.